# Nasutixalus jerdonii
Nasutixalus jerdonii là một loài ếch trong họ Rhacophoridae. Chúng được tìm thấy ở Ấn Độ và có thể cả Nepal.

## Hình ảnh

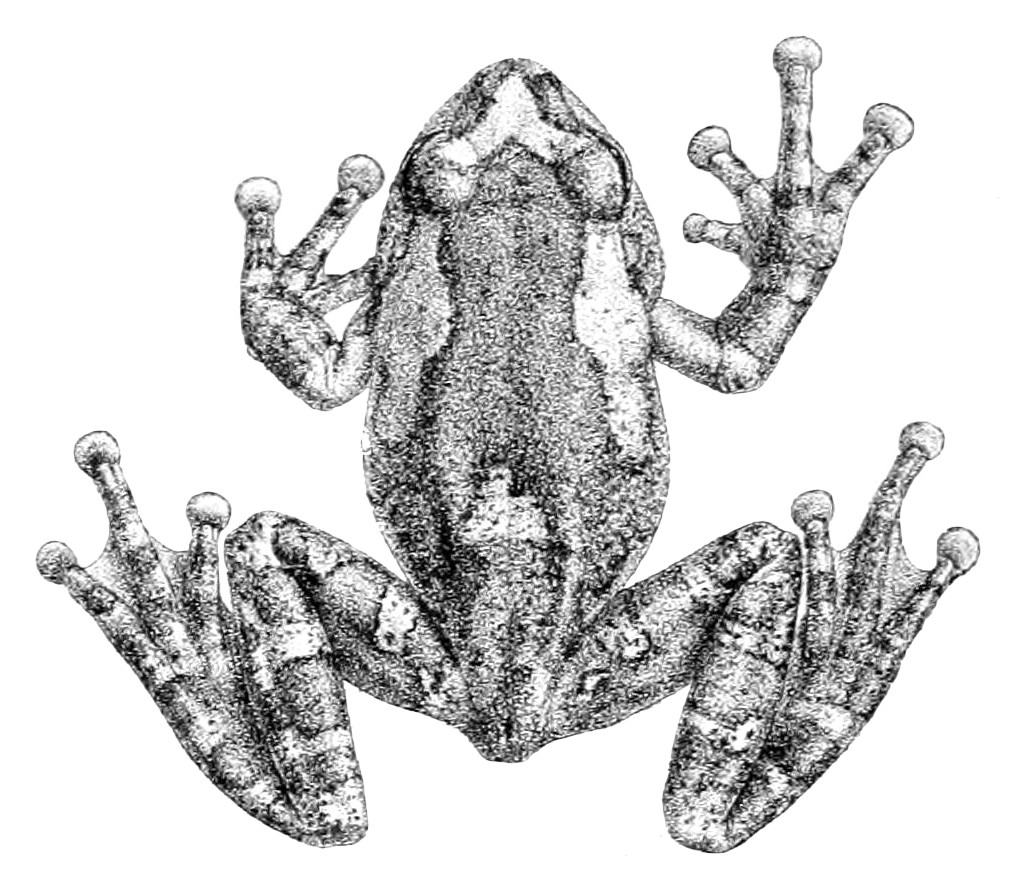
Illustration from George Albert Boulenger's Fauna of British India, including Ceylon and Burma
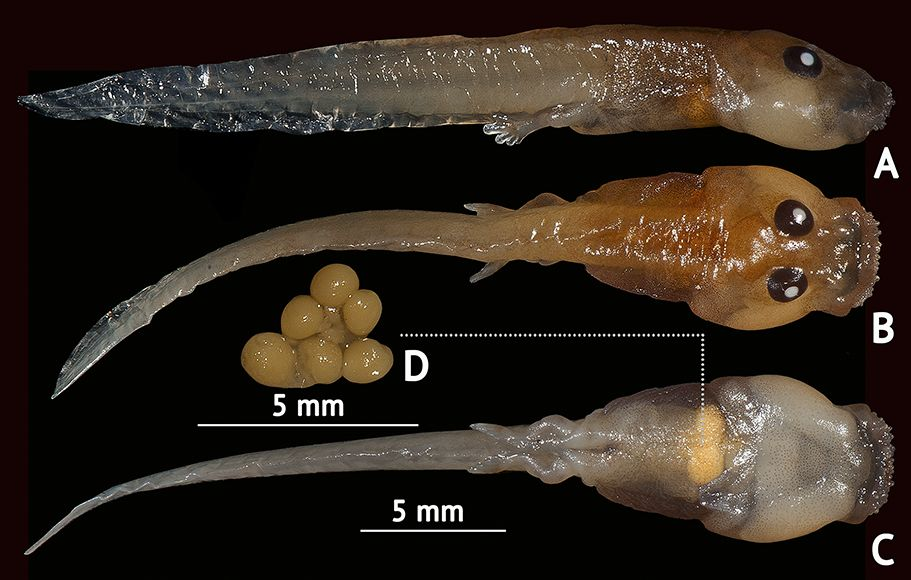
Tadpoles with ingested eggs